# Země kadidla
Země kadidla je kulturní památka Ománu, zapsaná od roku 2000 na seznamu světového dědictví UNESCO. Tato obchodní cesta se nachází na 4 lokalitách na kadidlové stezce. Zahrnuje porosty kadidlovníku ve vádí Dawkah, pozůstatky karavanové pevnosti Shisr a přístavních opevněných obchodních center al-Balid a Khor Rori, které byly důležité pro starověkový a středověkový obchod s touto vonnou pryskyřicí mezi jihem Arabského poloostrova, Mezopotámií, Středomořím, Indií a Čínou.

## Přehled lokalit
Památka UNESCO sestává ze 4 komponentů.
| Lokalita                    | Souřadnice                       | Rozloha (ha) |
| --------------------------- | -------------------------------- | ------------ |
| Shisr                       | 18°15′18″ s. š., 53°38′56″ v. d. | 0.36         |
| Khor Rori                   | 17°2′20″ s. š., 54°26′4″ v. d.   | 3.13         |
| al-Balid                    | 17°0′22″ s. š., 54°7′50″ v. d.   | 50.00        |
| Park kadidla ve vádí Dawkah | 17°20′52″ s. š., 54°3′50″ v. d.  | 796.40       |

## Fotogalerie

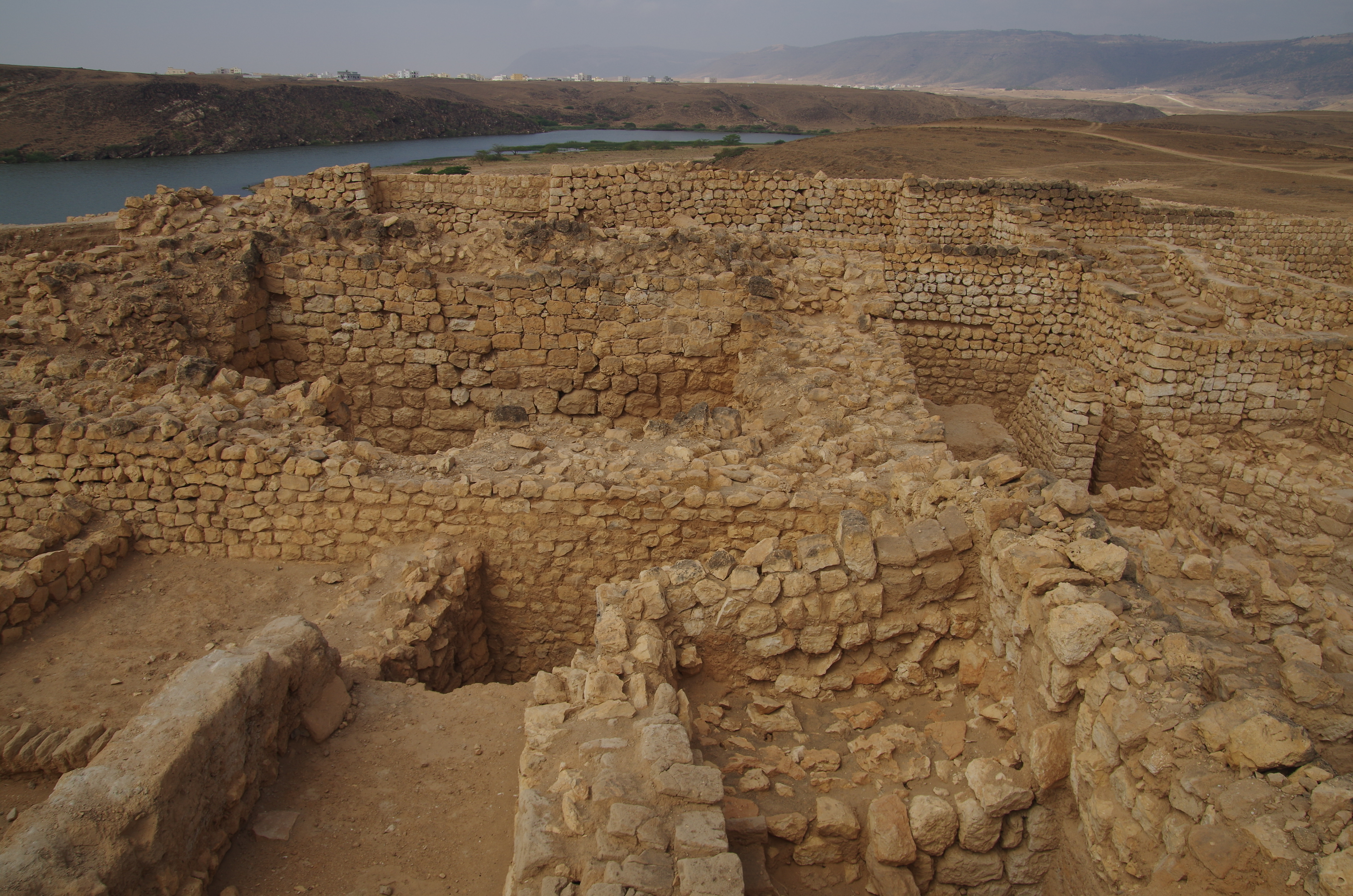
Khor Rori
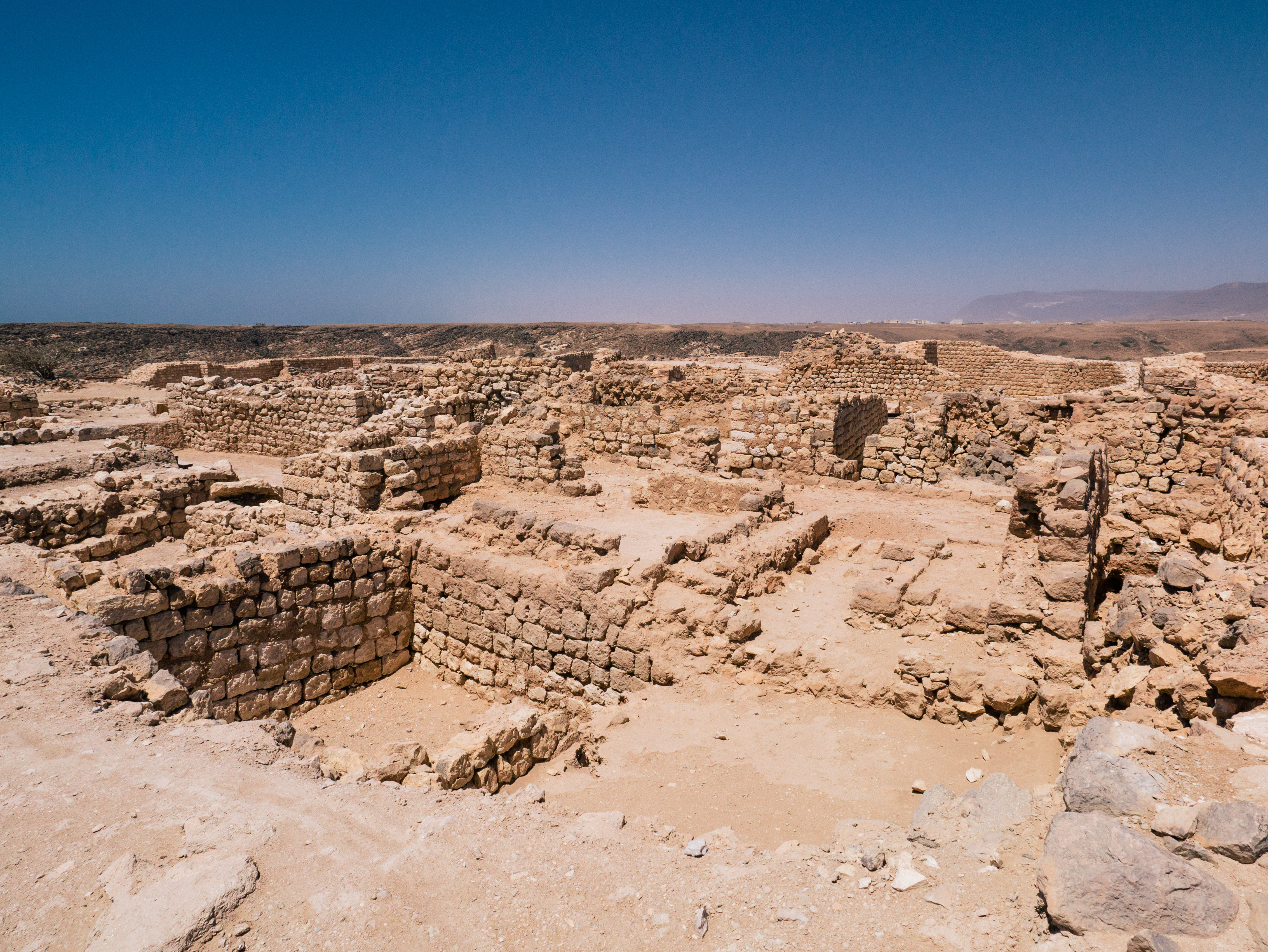
Khor Rori
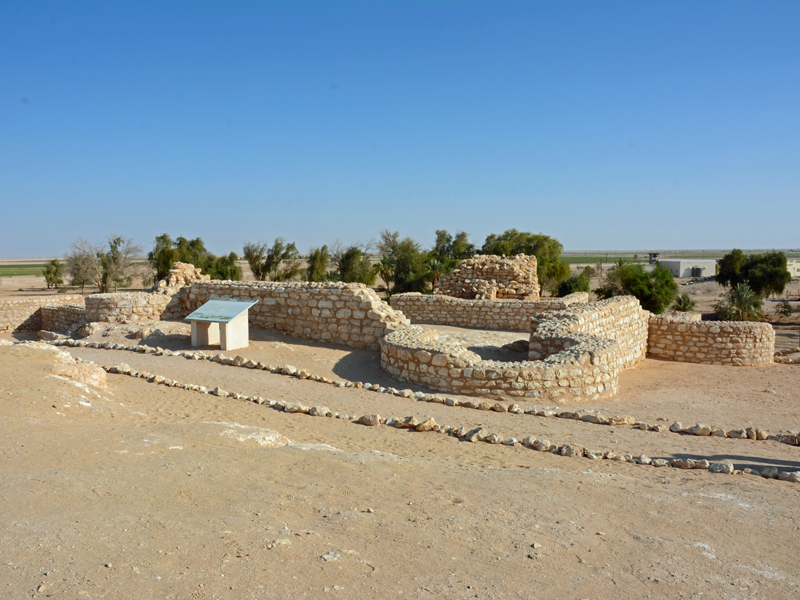
Shisr
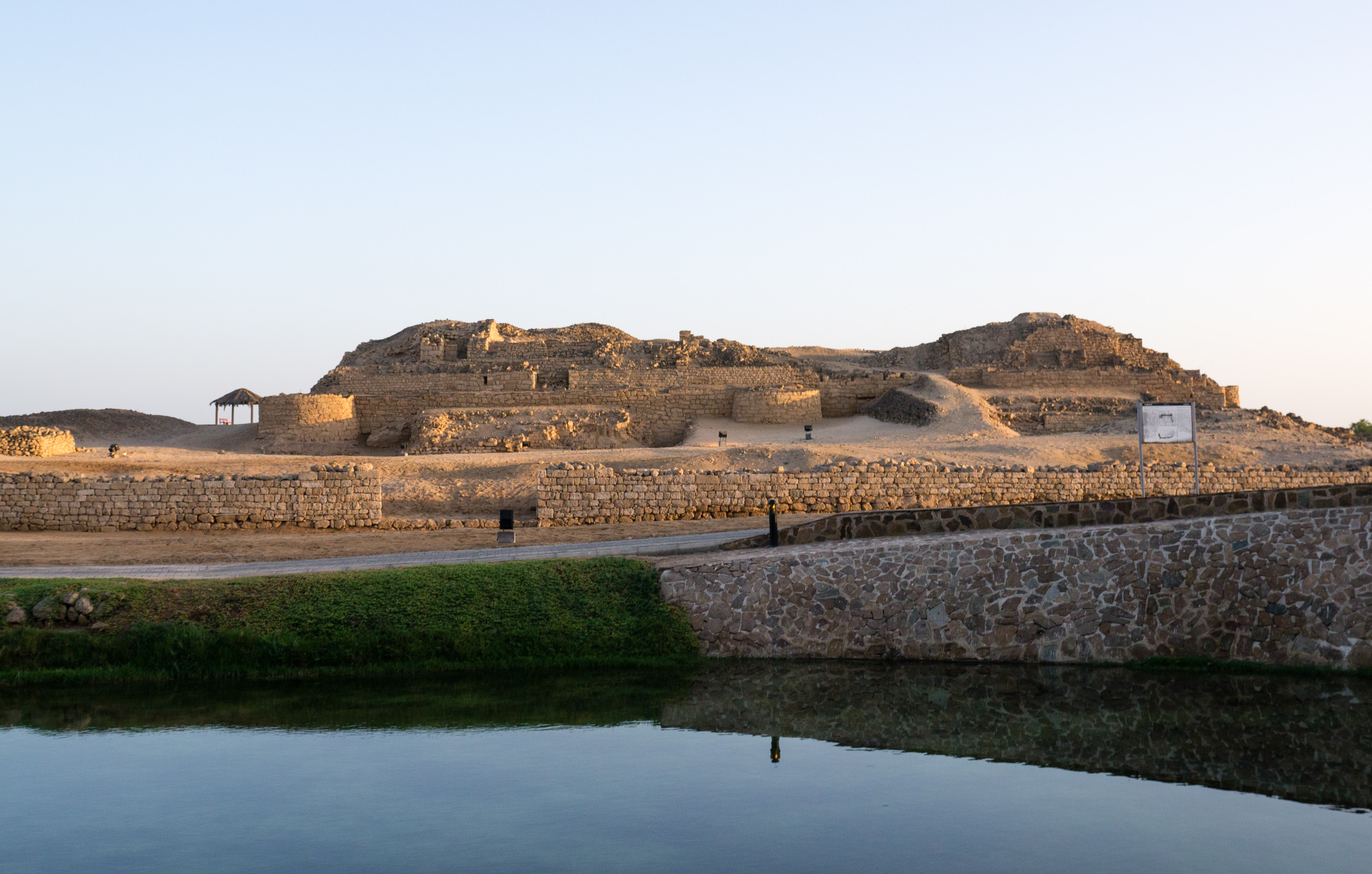
al-Balid
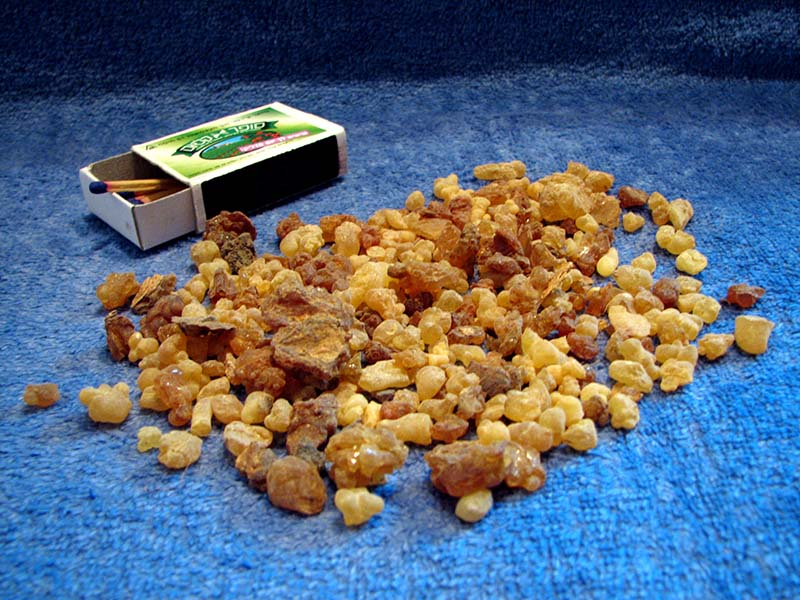
kadidlo